# 下官集
『下官集』（げかんしゅう）とは、和歌の書き方や写本を作る上での決まり等について記した書。藤原定家の作。『下官抄』（げかんしょう）ともいう。定家が仮名遣いについて記した文献であるとして一般には知られている。

## 解説
現在『下官集』と呼ばれているこの文献は、本来の書名は『僻案』（へきあん）だったという。「僻案」というのは人から見て間違った考え、おかしな考えという意味の謙遜である。それが『下官集』となったのは、文中に「下官」の自称があることによる。作者についての署名は無いがこれが藤原定家の著作であるというのは、大野晋によってこの中に示された仮名遣いが定家書写の写本のものと一致することから、間違いないとされている。成立年代については、浅田徹は『顕註密勘』その他の資料から、建保5年（1217年）以降から承久3年（1221年）以前の間に成立したのではないかとする。
『下官集』は仮名遣いの例と引用する和歌のほかは殆んどが漢字文で記される一巻の小編であり、全体として以下の5項目で成り立つ。
一、書始草子事
一、嫌文字事
一、仮名字書つゝくる事
一、書哥事
一、草子付色々符事
以下、この5項目について解説するが、その前にまず冒頭には「僻案」の題号があり、その下に割注として「不人用、又不可用事也」（この書は人は用いることはない、また見ても用いようとは思わない代物であるの意）の文字がある。そしてその次には、二十年あまりこのかた「ゑ」や「へ」と書くべき仮名を人々が一様に「え」と書いているといった内容の「裏書」がある。この裏書とは、『下官集』の定家自筆の原本がもともと巻子本すなわち巻物であり、その見返し（本文冒頭の前にある表紙の裏側）に書かれていた文と見られる。
一、書始草子事（草子を書き始むる事）

日本の書籍では表紙を開いて本を読もうとすると、普通はページの左側から本文が始まるが、そうするとページの右側は白紙となる。これは筆写して本を作る上で、このページの右側から書き始めるのか、それとも左側から書き始めるのかについて説いた項である。
これについては、当時から見て昔の時代の女房や先人（藤原俊成）、また藤原清輔はページの左側から書き始めていたという。しかし「下官」すなわち定家は、本の書き始めはページの右側から書くべきであるとしている。その理由として昔でも右側から書くことはあったし、藤原伊房も右側から書き始めていた。また右側をわざわざ白紙にするのは「徒然」、つまり勿体なくて意味が無いというのである。ただし実際には、現存する定家が書写した本また書写に関わった本はそのほとんどがページの左側から書き始めている。浅田徹は『古今和歌集』をはじめとする勅撰和歌集では定家がページ右側からの書写を守っていることから、定家が想定していたのは勅撰和歌集、とくに三代集といったごく特殊な作品の書写だったのではないかと推測している。
一、嫌文字事（文字を嫌ふ事）

これが仮名遣いについて触れた項である。「文字を嫌ふ」とは、仮名文字を綴る上で仮名を選択すること、すなわち仮名遣いを定めることをいう。仮名遣いを定めた例としておよそ60ほどの言葉を、「をみなへし　をとは山　をぐら山…」というように「を」・「お」・「え」・「へ」・「ゑ」・「ひ」・「ゐ」・「い」の順に分けて並べる。このうち「を」と「お」の仮名については当時いずれも[wo]と発音するようになっていたので、これをアクセントの高低で以って書き分けるように定めている（定家仮名遣の項参照）。
なお「え」の項には、近代の人すなわち自分よりも少し前の時代の人たちは笛を「ふゑ」と書いているがこれは間違いであり、古い時代に詠まれた和歌に「あしまよふえ」などとあるのを根拠として、笛は「ふえ」と書くべきであるという注がある。古い時代に詠まれた和歌というのは以下のことである。
にごりゆく　みづにはかげの　みえばこそ　あしまよふえを　とどめてもみめ（『後撰和歌集』巻第十四・恋六　よみ人しらず）
この和歌には、男（源整）が或る女のところに通っていたが次第に通わなくなったので、女がその所に置いていた男の持ち物であった笛を返す時に詠んだ歌、という意味の詞書がある。今この和歌の内容についての説明は省くが、第四句の「あしまよふえ」に「え」（江）と「ふえ」（笛）の掛詞があるということである。「江」は通常「え」と書いているのだから、「ゑ」では笛との掛詞にならない。だから笛は「ふえ」と書くべきだとする。
最後には、以上定めた仮名遣いは誰にも拠らない自分の勝手な創意であり、「旧き草子」すなわち定家よりも前の時代の本を見て判断したことだと記している。
一、仮名字書つゝくる事（仮名の字書きつゞくる事）

仮名（平仮名）を書く上での約束について定めた項。その例として、
としのうちに　はるはきにけり　ひととせを　こぞとやいはむ　ことしとやいはむ（『古今和歌集』巻第一・春歌上　在原元方）
という『古今和歌集』冒頭の和歌をあげるが、これを
としのう　ちには　るはきにけ　りひ　とゝせをこ　そとやい　はむことし…
などと書いてはならないとする。当時の仮名には書式の上で連綿というものがあり、要するに仮名を意味のまとまりで続け字にし、文を分かつことであるが、それを「としのう」などと意味を考えずに文字を続けたり、切ったりしてはならないということである。仮名 (文字)の項参照。
一、書哥事（哥を書く事）

これも和歌（哥）を書く上でしてはならないと定めた事。和歌を2行に分けて書くとき、「知物様之人」（ものを知りたるさまの人 : 知ったかぶりをした人）は和歌の上の句の末尾を、
さくらちるこのしたかぜはさむか
らでそらにしられぬゆきぞふりける（『拾遺和歌集』巻第一・春　紀貫之）
と次の行に書いており、これをなにか由緒があるような事を言っているが、和歌に疎い人が見ればどこまでが上の句であるかわからない。だからこんなことはよしにして、
さくらちるこのしたかぜはさむからで
そらにしられぬゆきぞふりける
と書くほうがわかりやすいのだから、これに従うべきであるとする。
一、草子付色々符事（草子に色々の符を付くる事）

この「符」というのは現在でもノートや本で使われる付箋のことで、冊子本の途中のページで直ぐに読みたい所があった時に、その目印としてページにつける付箋である。「色々」というのは今と同じように、いろいろな色に染めた付箋だったということである。この付箋について『下官集』で説明するところによれば以下のようである。
ページの見開きで、読みたい所が向って右側のページにあれば、その右側のページに付箋をつける。これは藤原清輔もこのようにしていた。するとページの左側に読みたい所があれば、左側につける事になる。しかし先人（藤原俊成）は、たとえ読みたい所がページの左側から始まっていても、付箋を同じ見開きのページ右側に付けていた。「下官」すなわち定家もこれに従うという。その理由について、右手で本を開くのだからこのほうが便利だという意味の説明がある。
ようするに本を閉じた状態で付箋のある所を開こうとすれば、その付箋をつまみ持つような形で本を開く事になる。だがもしその時、読みたい所が見開きのページ左側にあり、そこに付箋が付いていた場合、そのまま持ち上げて開くと次の右側のページ、つまり読みたい所の裏側が出てしまうことになり、ページをわざわざ1枚分戻さなくてはならなくなる。そこでそのような煩いをさけるために、読みたい所が見開きのページ左側にあっても、同じ見開きのページ右側に付箋を付けるべきだと説いているのである。ここで「右手」云々と言っているのは、もし本を裏表紙の側にして開けば左手を使う事になり、上で述べたページの左右の勝手も逆になるからである（実際にはそのような使いかたはしない）。最後にこのようにするのは先人（俊成）と自分（定家）だけだとも述べている。
以上が『下官集』の内容の大略である。なお伝本によっては、伝写の過程で他からの書物の引用が加えられたり、仮名遣いの例が増補されるなど雑多な形態でもって現代にまで伝わっている。『下官集』は『国語学大系』をはじめとしていくつか翻刻があるが、その中で上で解説した5項目以外の記述が見られたりするのは、そういった系統の伝本を底本として使用しているからである。現在伝本の中で最も定家の原作に近いのは、大東急記念文庫他に所蔵される『定家卿模本』の書名を持つ木版本であるとされる。これは二条家から足利家へと伝えていた定家自筆本を戦国武将の堀尾吉晴が所持していたが、それを慶長8年（1603年）に近衛信尹が模写したものをもとにしたのだという。

## 「伝書」としての性格
『下官集』は藤原定家が仮名遣いを説いたものであるとして、もっぱらその中の「嫌文字事」ばかりが取り上げられているが、上で解説したようにその全体をみれば、仮名遣いのことよりも仮名（主に和歌）を綴り写本をつくる上での、定家のこうあるべきだという主張をまとめたものであることは明白である。ただし『下官集』の内容は同じ書写するのでも「書始草子事」で触れたように、勅撰和歌集とくに三代集の書写を念頭に置いたものであったという。また題号と見られる「僻案」をはじめとして、ところどころに卑下謙遜の言葉が見られるが、今でも贈答品のやりとりで「つまらないものですが」というのと同じように、相当な自信のあらわれともいえる。
当時の和歌を業とする公家の家にとっては、『古今和歌集』をはじめとする勅撰和歌集や歌書等の本は重要視され、またそれらに対する本文の解釈や校訂も、その家が伝える「説」として大事にされていた。「嫌文字事」すなわち仮名遣いを定めることも、そうした解釈や校訂をどのようにそれら写本に反映させていくべきかという例として記されているといってよい。『下官集』はそういった「説」の一種を他家との差異を強調して説き、子孫に伝えていく「伝書」として執筆されたものであった。現に定家自筆の『下官集』は、その息子藤原為家が所持していたことが判明している。
藤原清輔の名が出てくるがこれは何の気なしに取り上げたわけではなく、かつて定家は清輔の筆写した『古今和歌集』を見たことがあり、それがこの『下官集』執筆の背景だったのではないかともいわれる。つまり清輔の筆写本を見て、「うちじゃ三代集の写本はこう作るんだ」というつもりで書いたのがこの『下官集』であった…ということである。清輔は当時和歌の家（六条家）として、同じく和歌の家である定家の家（御子左家）とは和歌において対立していた。しかしいずれにしても時代が下るにつれ、『下官集』は仮名遣いを説いた部分が人々の注目を集め、「を」と「お」をアクセントで書き分ける方法などが行阿の『仮名文字遣』に受け継がれる。やがてそれがいわゆる定家仮名遣として用いられる事になるのである。